# والتر دورانتي
والتر دورانتي (25 مايو 1884 - 3 أكتوبر 1957) كان صحفيا إنجليزيا أمريكيا عمل رئيسا لمكتب صحيفة نيويورك تايمز في موسكو لمدة أربعة عشر عاما (1922-1936) بعد انتصار البلاشفة في الحرب الأهلية الروسية (1917-1923).
في عام 1932 حصل دورانتي على جائزة بوليتسر عن سلسلة من التقارير عن الاتحاد السوفيتي نُشر منها أحد عشر تقريرا في يونيو 1931. وقد تعرض لاحقا لانتقادات بسبب إنكاره اللاحق للمجاعة الواسعة النطاق (1930-1933) في الاتحاد السوفيتي وخاصة المجاعة الكبرى. بدءا من عام 1990 كانت هناك دعوات لمجلس بوليتسر لإلغاء جائزة دورانتي. رفض مجلس بوليتسر إلغاء الجائزة وفي عام 2003 قال إن المقالات التي فحصتها في صنع الجائزة لم تحتوي على "أدلة واضحة ومقنعة على الخداع المتعمد".

## النشأة والمهنة
ولد دورانتي في عائلة من الطبقة المتوسطة في ميرسيسايد لأم تدعى إيميلين (سابقا هاتشينز) وأب يدعى ويليام ستيل دورانتي. انتقل أجداده إلى بيركينهيد في شبه جزيرة ويرال في تشيشير من جزر الهند الغربية في عام 1842 وأسسوا شركة تجارية ناجحة عمل فيها والده. درس في هارو إحدى أكثر المدارس العامة شهرة في بريطانيا لكن الانهيار المفاجئ في الأعمال العائلية أدى إلى انتقاله إلى مدرسة بيدفورد. ومع ذلك حصل على منحة للدراسة في كلية إيمانويل بكامبريدج حيث تخرج بدرجة من الدرجة الأولى.
بعد إكمال تعليمه انتقل دورانتي إلى باريس حيث التقى بأليستر كراولي وشارك معه في طقوس سحرية. انخرط دورانتي في علاقة مع عشيقة كراولي جين شيرون وتزوجها في النهاية.
في كتاب "سحر بلا دموع" يصف كراولي دورانتي بأنه "صديقي القديم" ويقتبس من كتاب دورانتي "أكتب كما أريد".
خلال الحرب العالمية الأولى عمل دورانتي كمراسل لصحيفة نيويورك تايمز. وقد اكتسب شهرة أوسع كصحفي بعد أن كتب قصة عن مؤتمر باريس للسلام عام 1919. انتقل إلى ريغا عاصمة لاتفيا لتغطية الأحداث في دول البلطيق المستقلة حديثا.

## المسيرة المهنية في موسكو
انتقل دورانتي إلى الاتحاد السوفيتي عام 1921. وفي إجازة في فرنسا عام 1924 أصيبت ساقه اليسرى في حادث قطار. وبعد إجراء عملية جراحية اكتشف الجراح الغرغرينا وبتر الساق. وبمجرد تعافيه عاد دورانتي إلى الاتحاد السوفيتي.
خلال السياسة الاقتصادية الجديدة التي طبقت اقتصادا مختلطا فشلت مقالات دورانتي في جذب الانتباه على نطاق واسع. ومع ذلك بعد ظهور الخطة الخمسية الأولى (1928-1933) والتي كانت تهدف إلى تحويل الصناعة والزراعة السوفيتية مُنح دورانتي مقابلة حصرية مع جوزيف ستالين عززت سمعته كصحفي بشكل كبير. وظل دورانتي في موسكو لمدة اثني عشر عاما.
بعد استقراره في الولايات المتحدة في عام 1934 تم تعيين دورانتي في صحيفة نيويورك تايمز والتي كانت شروطها تتطلب منه قضاء عدة أشهر في السنة في موسكو. وبهذه الصفة أبلغ عن المحاكمات الصورية لمعارضي ستالين السياسيين في الفترة من 1936 إلى 1938.

### آراء حول الاتحاد السوفيتي
في سلسلة التقارير التي نشرها عام 1931 والتي نال عنها جائزة بوليتسر للمراسلات عام 1932 زعم دورانتي أن الشعب الروسي "آسيوي" في فكره ويقدر الجهد الجماعي ويطالب بالحكم الاستبدادي. وزعم أنهم ينظرون إلى الفردية والمبادرة الخاصة كمفاهيم غريبة تؤدي إلى الاضطراب الاجتماعي وأنها غير مقبولة بالنسبة لهم تماما كما أن الطغيان والشيوعية غير مقبولة بالنسبة للعالم الغربي.
كتب أن المحاولات الفاشلة منذ عهد بطرس الأكبر لتطبيق المثل الغربية في روسيا كانت شكلا من أشكال الاستعمار الأوروبي الذي اجتاحته ثورة 1917 في النهاية. كان فلاديمير لينين وسياسته الاقتصادية الجديدة فاشلين ملطخين بالفكر الغربي. كان دورانتي يعتقد أن ستالين ألغى السياسة الاقتصادية الجديدة لأنه لم يكن لديه منافسة سياسية. أظهرت المجاعة في أوكرانيا الافتقار إلى المعارضة المنظمة لستالين لأن منصبه لم يكن مهددا حقا بالكارثة. لقد نجح ستالين حيث فشل لينين: لقد "أعاد تأسيس دكتاتور الفكرة الإمبراطورية ووضع نفسه في السلطة" من خلال الترهيب. "لم ينظر ستالين إلى نفسه باعتباره دكتاتورا بل باعتباره "حارسا لشعلة مقدسة" أطلق عليها الستالينية لعدم وجود اسم أفضل". كانت خطة ستالين الخمسية محاولة للتأثير على طريقة حياة جديدة للشعب الروسي.
زعم دورانتي أن عقلية الاتحاد السوفيتي في عام 1931 كانت تختلف اختلافا كبيرا عن التصور الذي خلقته أفكار كارل ماركس ولقد نظر إلى الستالينية باعتبارها تكاملا بين الماركسية واللينينية. في إحدى مقالاته المقدمة لجائزة بوليتسر أبدى دورانتي رأيه حول الإجراءات السوفيتية التي أدت إلى المجاعة.
كان دورانتي يزعم أحيانا أن الأفراد الذين يتم إرسالهم إلى معسكرات العمل في شمال روسيا أو سيبيريا أو كازاخستان يُمنحون خيارا بين العودة إلى المجتمع السوفيتي أو أن يصبحوا غرباء محرومين. ومع ذلك، فقد اعترف بأن أولئك الذين لا يستطيعون قبول النظام "المصير النهائي لمثل هؤلاء الأعداء هو الموت". وعلى الرغم من وصفه للنظام بأنه قاس فقد ذكر أنه "ليس لديه أي غرض لصالحه أو ضده ولا أي غرض سوى محاولة قول الحقيقة". وزعم أن حملة التجميع الوحشية كانت مدفوعة بـ "الأمل أو الوعد بنهضة لاحقة" للجماهير ذات العقلية الآسيوية في الاتحاد السوفيتي والتي لا يمكن إلا للتاريخ أن يحكم عليها.
اعترف دورانتي بوحشية النظام الستاليني ودافع عن ضرورته.
لقد نوقشت دوافع دورانتي بشدة ويُنتقد تقريره لكونه غير نقدي للغاية للاتحاد السوفيتي وتقديم الدعاية السوفيتية على أنها تقارير مشروعة.
في مدحه لجوزيف ستالين باعتباره دكتاتورا إمبراطوريا وطنيا "روسيا أصيلا" يمكن مقارنته بإيفان الرهيب وكان دورانتي يعبر عن آراء مماثلة لآراء بعض المهاجرين البيض (الروس) خلال نفس الفترة وبالتحديد حركة سمينوفيخوفتسي وهو ما يعكس آمالا سابقة لحركة الأوراسية وتيارات مجموعة ملادوروسي في عشرينيات القرن العشرين. (بالطبع لم يكن ستالين روسيا بل جورجيا من أصل أوسيتي بعيد - كان جده الأكبر لأبيه أوسيتيا - وهي حقيقة قلل من شأنها أثناء حياته).
في عام 1933 كافأ ستالين هذا الثناء والتقدير بقوله إن دورانتي حاول "أن يقول الحقيقة عن بلدنا".

### الإبلاغ عن المجاعة في الفترة 1932-1933
في صحيفة نيويورك تايمز في 31 مارس 1933 ندد والتر دورانتي بتقارير المجاعة وهاجم على وجه الخصوص جاريث جونز الصحفي الويلزي الذي شهد المجاعة في أوكرانيا وأصدر بيانا صحفيا نُشر على نطاق واسع حول محنتهم قبل يومين في برلين. (سبق نشر جونز مباشرة ثلاث مقالات غير موقعة لمالكولم موغيريدج تصف المجاعة في صحيفة مانشستر غارديان).
تحت عنوان "الروس جائعون ولكنهم ليسوا جائعين" وصفت مقالة دورانتي الموقف على النحو التالي:
في خضم المبارزة الدبلوماسية بين بريطانيا العظمى والاتحاد السوفيتي بشأن المهندسين البريطانيين المتهمين ظهرت من مصدر بريطاني قصة مخيفة في الصحافة الأمريكية حول المجاعة في الاتحاد السوفيتي حيث "مات الآلاف بالفعل وملايين مهددين بالموت جوعا".
كانت "المبارزة الدبلوماسية" إشارة إلى اعتقال مهندسين من شركة متروبوليتان-فيكرز كانوا يعملون في الاتحاد السوفيتي. واتهموا مع مواطنين سوفيت بـ "تدمير" (تخريب) المصنع الذي كانوا يبنونه وكانوا موضوعا لواحدة من سلسلة محاكمات صورية ترأسها أندريه فيشينسكي خلال الخطة الخمسية الأولى.
بعد خمسة أشهر (23 أغسطس 1933) كتب دورانتي في مقال آخر في صحيفة نيويورك تايمز:
إن أي تقرير عن المجاعة في روسيا اليوم هو مجرد مبالغة أو دعاية خبيثة. ولكن نقص الغذاء الذي أثر على السكان بالكامل في العام الماضي وخاصة في المقاطعات المنتجة للحبوب ـ أوكرانيا وشمال القوقاز [أي منطقة كوبان] ونهر الفولجا السفلي ـ تسبب في خسائر فادحة في الأرواح.
استنتج دورانتي أن "من التحفظ أن نفترض" أن معدل الوفيات في بعض المقاطعات التي يزيد عدد سكانها الإجمالي عن 40 مليون نسمة "تضاعف ثلاث مرات على الأقل". ولم تلحق المبارزة في الصحافة حول قصص المجاعة الضرر بسمعة دورانتي. ثم وصفت صحيفة ذا نيشن تقريره بأنه "أكثر التقارير استنارة وموضوعية من أمة عظيمة في طور التكوين والتي ظهرت في أي صحيفة في العالم".
في أعقاب مفاوضات حساسة جرت في نوفمبر 1933 أسفرت عن إقامة علاقات بين الولايات المتحدة والاتحاد السوفيتي أقيم حفل عشاء لوزير الخارجية السوفيتي مكسيم ليتفينوف في فندق والدورف أستوريا في مدينة نيويورك. وتم قراءة أسماء كل من الحاضرين تباعا وسط تصفيق الضيوف بأدب حتى اسم دورانتي. وعندئذ كتب ألكسندر وولكوت "لقد استحضرنا حالة من الفوضى المطولة حقا... والواقع أن المرء شعر بأن أميركا في حالة من التشنج والتمييز كانت تعترف بكل من روسيا ووالتر دورانتي".
تزعمت سالي جيه تايلور مؤلفة السيرة الذاتية النقدية لدورنتي "مدافع ستالين" أن تقاريره من الاتحاد السوفيتي كانت عاملا رئيسيا في قرار الرئيس الأميركي فرانكلين د. روزفلت عام 1933 بمنح الاعتراف الرسمي بالاتحاد السوفيتي.

## حياته المهنية اللاحقة
في عام 1934 غادر دورانتي موسكو وزار البيت الأبيض برفقة مسؤولين سوفيت بما في ذلك ليتفينوف. واستمر كمراسل خاص لصحيفة نيويورك تايمز حتى عام 1940.
كتب العديد من الكتب عن الاتحاد السوفيتي بعد عام 1940. وكان اسمه مدرجا في قائمة أعدها الكاتب جورج أورويل لأولئك الذين اعتبرهم أورويل غير مناسبين ككتاب محتملين لقسم أبحاث المعلومات التابع لوزارة الخارجية البريطانية بسبب احتمال تعاطفهم الشديد مع الشيوعية أو ربما عملاء شيوعيين مدفوعي الأجر.

## الوفاة
توفي دورانتي عام 1957 في أورلاندو بولاية فلوريدا عن عمر يناهز 73 عاما.

## دراسات حول عمل دورانتي
أعد دورانتي تقاريره عندما انقسمت الآراء بشدة حول الاتحاد السوفيتي وقيادته.
نظر البعض إلى قبول الاتحاد السوفيتي في عصبة الأمم في عام 1934 بتفاؤل. ورأى آخرون أن المواجهة الحتمية بين الفاشية والشيوعية تتطلب من الأفراد أن يتخذوا جانبا أو آخر.
وجه العديد من المراسلين في زمن دورانتي تغطيتهم لصالح الاتحاد السوفيتي. ورسم البعض مقارنة مع العالم الرأسمالي الذي يمر بالكساد الأعظم وكتب آخرون من إيمان حقيقي بالشيوعية وتصرف البعض الآخر خوفا من طردهم من موسكو مما قد يؤدي إلى فقدان سبل العيش. في الوطن وجد العديد من محرريهم صعوبة في تصديق أن الدولة قد تجوع الملايين من شعبها عمدا. كانت تقارير دورانتي لصحيفة نيويورك تايمز مصدر إحباط كبير لقراء الصحيفة في عام 1932 لأنها تناقضت بشكل مباشر مع الخط المتخذ في صفحة الافتتاحية الخاصة بالصحيفة.

### المجاعة الأوكرانية (1932-1933) ومحاكمات موسكو الصورية عام 1938
لقد تعرض دورانتي لانتقادات بسبب خضوعه للدعاية الرسمية لستالين والاتحاد السوفيتي بدلا من نشر الأخبار سواء عندما كان يعيش في موسكو أو بعد ذلك. على سبيل المثال دافع لاحقا عن محاكمات ستالين في موسكو عام 1938 والتي تم تنظيمها للقضاء على المنافسين المحتملين لسلطة ستالين.
يظل الجدل الرئيسي بشأن عمله هو تقريره عن المجاعة الكبرى في الفترة من 1930 إلى 1933 التي ضربت أجزاء معينة من الاتحاد السوفيتي بعد أن تم "تجميع" الزراعة بالقوة وبسرعة. نشر تقارير تفيد بأنه "لا توجد مجاعة أو مجاعة فعلية ولا من المحتمل أن تكون" و"أي تقرير عن مجاعة في روسيا اليوم هو مبالغة أو دعاية خبيثة". في أوكرانيا المنطقة الأكثر تضررا تُعرف هذه الكارثة التي ترعاها الدولة اليوم باسم هولودومور.
منذ أواخر ستينيات القرن العشرين تعرض عمل دورانتي لانتقادات متزايدة بسبب فشله في الإبلاغ عن المجاعة. انتقد روبرت كونكويست تقارير دورانتي في الرعب الأعظم (1968) وحصاد الحزن (1986) ومؤخرا في تأملات في قرن مدمر (1990). تحدث جوزيف ألسوب وأندرو ستوتافورد ضد دورانتي أثناء الجدل حول جائزة بوليتسر. علق ألسوب قائلا: "كان الكذب هو جوهر تجارة دورانتي". في مذكراته تحدث الصحفي البريطاني مالكولم موغيريدج مراسل صحيفة مانشستر غارديان في موسكو آنذاك عن "كذب دورانتي المستمر" ووصفه في مكان آخر بأنه "أعظم كذاب عرفته على الإطلاق".

### ما كان يعرفه دورانتي ومتى
كان من الواضح في الوقت نفسه من تعليقات دورانتي للآخرين أنه كان مدركا تماما لحجم الكارثة. في عام 1934 أبلغ بشكل خاص السفارة البريطانية في موسكو أن ما يصل إلى 10 ملايين شخص ربما ماتوا بشكل مباشر أو غير مباشر من المجاعة في الاتحاد السوفيتي في العام السابق.
أكدت كل من الاستخبارات البريطانية والمهندسة الأمريكية زارا ويتكين التي عملت في الاتحاد السوفيتي من عام 1932 إلى عام 1934 أن دورانتي أساء عمدا تمثيل المعلومات حول طبيعة وحجم المجاعة.
هناك بعض المؤشرات على أن التضليل المتعمد من دورانتي فيما يتعلق بالمجاعة كان نتيجة للإكراه. يعتقد كونكويست أن دورانتي كان يتعرض للابتزاز بسبب ميوله الجنسية.
في كتابه الصادر عام 1944 كتب دورانتي بلهجة صارمة عن تقاريره عن الفترة 1932-1934 لكنه لم يقدم سوى دفاع ستاليني. وهو يعترف بأن الناس ماتوا جوعا بما في ذلك ليس فقط "أعداء الطبقة" ولكن أيضا الشيوعيون المخلصون لكنه يقول إن ستالين أُجبر على إصدار أوامر بتجهيز الجيش الأحمر بما يكفي لردع الغزو الياباني الوشيك (تكرار للتدخل السيبيري قبل عقد من الزمان) - بعبارة أخرى لإنقاذ الاتحاد السوفيتي من الهلاك العسكري الوشيك وليس لأن ستالين أراد تجميع السكان تحت تهديد السلاح تحت طائلة الموت. ورغم أنه من المرجح أن ستالين توقع غزوا يابانيا (توقع هجمات أجنبية طوال الوقت) فإن معظم المؤرخين اليوم لا يقبلون الرأي القائل بأن هذا كان دافعه الوحيد.

## دعوات لإلغاء جائزة بوليتسر، 1990-2003
أدى الجدل والقلق بشأن تقارير دورانتي عن المجاعة في أوكرانيا السوفيتية إلى تحرك لتجريده بعد وفاته ورمزيا من جائزة بوليتسر التي حصل عليها عام 1932.
ردا على السيرة الذاتية النقدية لستالين (1990) بقلم سالي جيه تايلور كلفت صحيفة نيويورك تايمز أحد أعضاء مجلس تحريرها كارل ماير بكتابة افتتاحية موقعة عن عمل دورانتي لصحيفة نيويورك تايمز. وفي مقال لاذع في 24 يونيو 1990 كتب ماير أن مقالات دورانتي كانت "من أسوأ التقارير التي ظهرت في هذه الصحيفة". قال ماير إن دورانتي راهن بمسيرته المهنية على صعود ستالين و"سعى للحفاظ عليها من خلال تجاهل جرائم ستالين أو تبريرها". أعادت لجنة بوليتسر النظر في الجائزة في عام 1990 لكنها قررت الحفاظ عليها كما مُنحت. قبل أربع سنوات في مراجعة لصحيفة نيويورك تايمز عام 1986 لكتاب روبرت كونكويست حصاد الحزن (1986) كتب مراسل مكتب موسكو السابق كريج ويتني أن دورانتي تجاهل المجاعة بشكل فعال حتى كادت تنتهي.
في عام 2003 وفي أعقاب حملة دولية شنتها جمعية الحريات المدنية الأوكرانية الكندية بدأت لجنة بوليتسر تحقيقًا متجددا واستعانت صحيفة نيويورك تايمز بمارك فون هاجن أستاذ التاريخ الروسي في جامعة كولومبيا لمراجعة عمل دورانتي ككل. ووجد فون هاجن أن تقارير دورانتي غير متوازنة وغير نقدية والتي غالبا ما أعطت صوتا للدعاية الستالينية. وفي تعليقات للصحافة صرح قائلا: "من أجل شرف صحيفة نيويورك تايمز يجب عليهم سحب الجائزة". أرسلت صحيفة نيويورك تايمز تقرير فون هاجن إلى لجنة بوليتسر وتركت الأمر للمجلس لاتخاذ أي إجراء يعتبرونه مناسبا.
في رسالة مرفقة بالتقرير وصف ناشر صحيفة نيويورك تايمز آرثر أوكس سولزبرجر الابن عمل دورانتي بأنه "متهاون" وقال إنه "كان ينبغي الاعتراف به على حقيقته من قبل محرريه وقضاة بوليتسر قبل سبعة عقود من الزمان".
في النهاية رفض سيج جيسلر مدير مجلس جائزة بوليتسر إلغاء الجائزة. وفي بيان صحفي صدر في 21 نوفمبر 2003 صرح بأنه فيما يتعلق بالمقالات الثلاثة عشر التي كتبها دورانتي من عام 1931 والتي تم تقديمها للجائزة "لم يكن هناك دليل واضح ومقنع على الخداع المتعمد وهو المعيار ذي الصلة في هذه الحالة".
أدى الغزو الروسي لأوكرانيا عام 2022 وهو جزء من الحرب الروسية الأوكرانية إلى تجدد الاهتمام بهذا القرار. أعرب رئيس تحرير صحيفة نيويورك تايمز بيل كيلر علنا عن ندمه لعدم بذله المزيد من الجهد لإعادة الجائزة في عام 2003 قائلا: "جائزة بوليتسر ليست مجرد تكريم لعمل منعزل. إنها على الأقل تعني تكريما لأداء المراسل وكان أداء دورانتي مخزيا".

## الجوائز الأدبية
(بخلاف بوليتسر)
- جوائز أو. هنري، الجائزة الأولى، 1928، عن "الببغاء"، ريدبوك، مارس 1928.

## في الثقافة الشعبية
يجسد بيتر سارسجارد دور دورانتي في فيلم السيد جونز (2019). يصور الفيلم قصة الصحفي جاريث جونز وهو يسعى إلى معرفة الحقيقة حول ما كان يحدث في أوكرانيا ثم إخبار العالم بهذه القصة في مواجهة المعارضة والنفي من الكرملين ستالين ودورانتي.

## الأعمال

### الكتب
(ترتيب زمني)
- اليانصيب الغريب وحكايات أخرى عن العدالة الروسية. نيويورك: كوارد-ماكان، 1929
- الاقتصاد الأحمر. نيويورك: شركة هوتون ميفلين، 1932
- تقارير دورانتي عن روسيا. نيويورك: مطبعة فايكنج، 1934
- أكتب كما يحلو لي. نيويورك: سايمون وشوستر، 1935
- أوروبا—حرب أم سلام؟ كتيبات الشؤون العالمية رقم 7. نيويورك: رابطة السياسة الخارجية وبوسطن: مؤسسة السلام العالمي، 1935.
- سلسلة جزر سليمان. جراند رابيدز: مطبعة مايهيو، 1937.
- حياة واحدة، كوبيك واحد – رواية. نيويورك: سايمون وشوستر، 1937
- أطفال بلا ذيول، قصص بقلم والتر دورانتي. نيويورك: كتب العصر الحديث، 1937
- الكرملين والشعب. نيويورك: رينال وهيتشكوك، 1941
- الاتحاد السوفيتي: قصة روسيا السوفيتية. نيويورك: شركة جيه. بي. ليبينكوت، 1944
- ستالين وشركاه: المكتب السياسي، الرجال الذين يديرون روسيا. نيويورك: دبليو. سلون أسوشيتس، 1949

### الدوريات
(مساهم)
- "الببغاء"، ريدبوك، مارس 1928.
- مجلة آسيا، المجلد الخامس والثلاثون، العدد 11؛ نوفمبر 1935.
- مجلة آسيا، المجلد السادس والثلاثون، العدد 2؛ فبراير 1936.

### مقالات مقدمة لجائزة بوليتسر لعام 1932
سلسلة من أحد عشر جزءا في صحيفة نيويورك تايمز:
- "روسيا الحمراء اليوم يحكمها الستالينيون، وليس الشيوعيون" (14 يونيو 1931)
- "الاشتراكية هي الهدف الأول في برنامج السوفيت؛ مكاسب التجارة هي الهدف الثاني" (16 يونيو 1931)
- "الستالينية تتخلى عن فكرة الثورة العالمية؛ الفوز بروسيا أولا" (18 يونيو 1931)
- "النجاح الصناعي يشجع السوفيت على تبني سياسة عالمية جديدة" (19 يونيو 1931)
- "التوازن التجاري هو الهدف السوفيتي الجديد" (20 يونيو 1931)
- "السوفيت يحددون الرأي العام بأوسع نطاق من السيطرة" (22 يونيو 1931)
- "الرقابة السوفيتية تضر بروسيا أكثر من غيرها" (23 يونيو 1931)
- "الستالينية تسحق الأعداء باسم ماركس" (24 يونيو 1931)
- "الجيش الأحمر لا يشكل تهديدا للسلام" (25 يونيو 1931)
- "الستالينية تحل مشكلة الأقليات" (26 يونيو 1931)
- "الانضباط الحزبي هو علامة الستالينية" (27 يونيو 1931)

مقالان في مجلة نيويورك تايمز:
- "الروس ينظرون إلى العالم" (29 مارس 1931)
- "روسيا ستالين هي صدى لروسيا الحديدية" (20 ديسمبر 1931)

### الترجمات
- قصة سفينة لافاييت، يرويها قائدها الكابتن جورج ثينولت. ترجمة والتر دورانتي. بوسطن: سمول، ماينارد وشركاه (1921).